# Makro-siuski jezici
Macro-siuski jezici hipotetska je velika porodica sjevernoameričkih indijanskih jezika rasuta po velikom području sjevernoameričkih država, napose u SAD-u te manjim enklavama u južnoj Kanadi. Postojanje ove porodice upitno je, a uključivala bi siuske (po kojoj nosi ime), kadojske i irokeške jezike te izolirani jezik juči.

## Vanjske poveznice
- Turtle Nations
- Grupo Macro-Siouan
- Siouan Macro-Phylum: Zisa 1970